# Simbabwische Cricket-Nationalmannschaft in Südafrika in der Saison 2006/07
Die Tour der simbabwischen Cricket-Nationalmannschaft nach Südafrika in der Saison 2006/07 fand vom 15. bis zum 20. September 2006 statt. Die internationale Cricket-Tour war Bestandteil der Internationalen Cricket-Saison 2006/07 und umfasste drei ODIs. Südafrika gewann die Serie mit 3–0.

## Vorgeschichte
Für beide Mannschaften war es die erste Tour der Saison.
Das letzte Aufeinandertreffen der beiden Mannschaften bei einer Tour fand in der Saison 2004/05 in Südafrika statt.
Nachdem ein Drei-Nationenturnier für Südafrika nicht zustande gekommen war, hat man die Tour um ein drittes ODI ergänzt.

## Stadien
Die folgenden Stadien wurden als Austragungsorte am 23. August 2006 bekanntgegeben.
| Stadion        | Stadt         | Kapazität | Spiele |
| -------------- | ------------- | --------- | ------ |
| Chevrolet Park | Bloemfontein  | 20.000    | 1. ODI |
| Buffalo Park   | East London   | 20.000    | 2. ODI |
| Senwes Park    | Potchefstroom | 18.000    | 3. ODI |

## Kaderlisten
Die Mannschaften benannten die folgenden Kader.
| ODI | ODI |
| Südafrika | Simbabwe |
| --- | --- |
| - Jacques Kallis (K) - Loots Bosman - Mark Boucher (wk) - Boeta Dippenaar - JP Duminy - Herschelle Gibbs - Andrew Hall - Justin Kemp - Charl Langeveldt - André Nel - Makhaya Ntini - Alviro Petersen - Robin Peterson - Shaun Pollock - Roger Telemachus - Johannes van der Wath | - Prosper Utseya (K) - Chamunorwa Chibhabha - Elton Chigumbura - Terry Duffin - Anthony Ireland - Tafadzwa Kamungozi - Hamilton Masakadza - Stuart Matsikenyeri - Tafadzwa Mufambisi - Tawanda Mupariwa - Ed Rainsford - Pete Rinke - Vusi Sibanda - Brendan Taylor (wk) |

## Tour Match
| 15. September Scorecard | Bloemfontein | Zimbabweans 103 (18.5)       | – | Eagles 104-1 (11.4) |
|                         |              | Eagles gewinnt mit 9 Wickets |   |                     |

## One-Day Internationals

### Erstes ODI in Bloemfontein
| 15. September Scorecard | Bloemfontein | Simbabwe 201-7 (50)             | – | Südafrika 202-5 (43.5) |
|                         |              | Südafrika gewinnt mit 5 Wickets |   |                        |

### Zweites ODI in East London
| 17. September Scorecard | East London | Südafrika      | – | Simbabwe |
|                         |             | Spiel abgesagt |   |          |

| 18. September Scorecard | East London | Simbabwe 152 (49.4)             | – | Südafrika 156-4 (27.4) |
|                         |             | Südafrika gewinnt mit 6 Wickets |   |                        |

### Drittes ODI in Potchefstroom
| 20. September Scorecard | Potchefstroom | Südafrika 418-5 (50)           | – | Simbabwe 247-4 (50) |
|                         |               | Südafrika gewinnt mit 171 Runs |   |                     |

## Statistiken
Die folgenden Cricketstatistiken wurden bei dieser Tour erzielt.
| ODIs            | ODIs       | ODIs    | ODIs    | ODIs    | ODIs    | ODIs    | ODIs    | ODIs    |
| Batting         | Batting    | Batting | Batting | Batting | Batting | Batting | Batting | Batting |
| Spieler         | Mannschaft | Spiele  | Innings | Runs    | Average | HS      | 100s    | 50s     |
| --------------- | ---------- | ------- | ------- | ------- | ------- | ------- | ------- | ------- |
| Mark Boucher    | Südafrika  | 3       | 2       | 155     | 155,00  | 147*    | 1       | 0       |
| Loots Bosman    | Südafrika  | 3       | 3       | 131     | 43,66   | 88      | 0       | 1       |
| Chamu Chibhabha | Simbabwe   | 3       | 3       | 121     | 40,33   | 46      | 0       | 0       |
| JP Duminy       | Südafrika  | 3       | 3       | 115     | 115,00  | 60      | 0       | 1       |
| Alviro Petersen | Südafrika  | 2       | 2       | 100     | 50,00   | 80      | 0       | 1       |
| Bowling         |            |         |         |         |         |         |         |         |
| Spieler         | Mannschaft | Spiele  | Overs   | Wickets | Average | BBI     | 5W      | 10W     |
| Jacques Kallis  | Südafrika  | 3       | 12      | 4       | 9,50    | 2/16    | 0       | 0       |
| André Nel       | Südafrika  | 2       | 17      | 4       | 20,00   | 2/39    | 0       | 0       |
| Andrew Hall     | Südafrika  | 2       | 17.4    | 3       | 17,33   | 3/23    | 0       | 0       |
| Makhaya Ntini   | Südafrika  | 2       | 20      | 3       | 20,66   | 2/33    | 0       | 0       |
| Anthony Ireland | Simbabwe   | 2       | 17      | 3       | 30,66   | 2/40    | 0       | 0       |
| Ed Rainsford    | Simbabwe   | 3       | 25      | 3       | 42,33   | 2/29    | 0       | 0       |

## Player of the Series
Als Player of the Series wurden die folgenden Spieler ausgezeichnet.
| Serie | Player of the Series |
| ----- | -------------------- |
| ODI   | Mark Boucher         |

### Player of the Match
Als Player of the Match wurden die folgenden Spieler ausgezeichnet.
| Spiel  | Player of the Match |
| ------ | ------------------- |
| 1. ODI | Boeta Dippenaar     |
| 2. ODI | Andrew Hall         |
| 3. ODI | Mark Boucher        |